# Zvonice Isanta
Zvonice Isanta, katalánsky Campanar d'Isanta nebo Torre de les Hores, je zvonice na území obce Solsona v katalánské provincii Lleida zahrnutá do soupisu architektonického dědictví Katalánska (IP 17655) a chráněná jako kulturní památka.

## Popis
Je umístěna na náměstí nesoucí stejný název. Hned vedle ní je malá brána, která vede přes schody na náměstí Plaza de San Juan.
Byla postavena před rokem 1500 a má dva zvony: jeden pro případ požáru a ostatních výstrah, a druhý jako hodiny a oznámení zasedání městské rady.
Na konci roku 2005 se uskutečnila série restaurátorských prací. Sanace a obnova fasád a vnitřních stěn, oprava střechy a rekonstrukce elektrického systému. Práce byly dokončeny v srpnu 2006 instalací hodin.

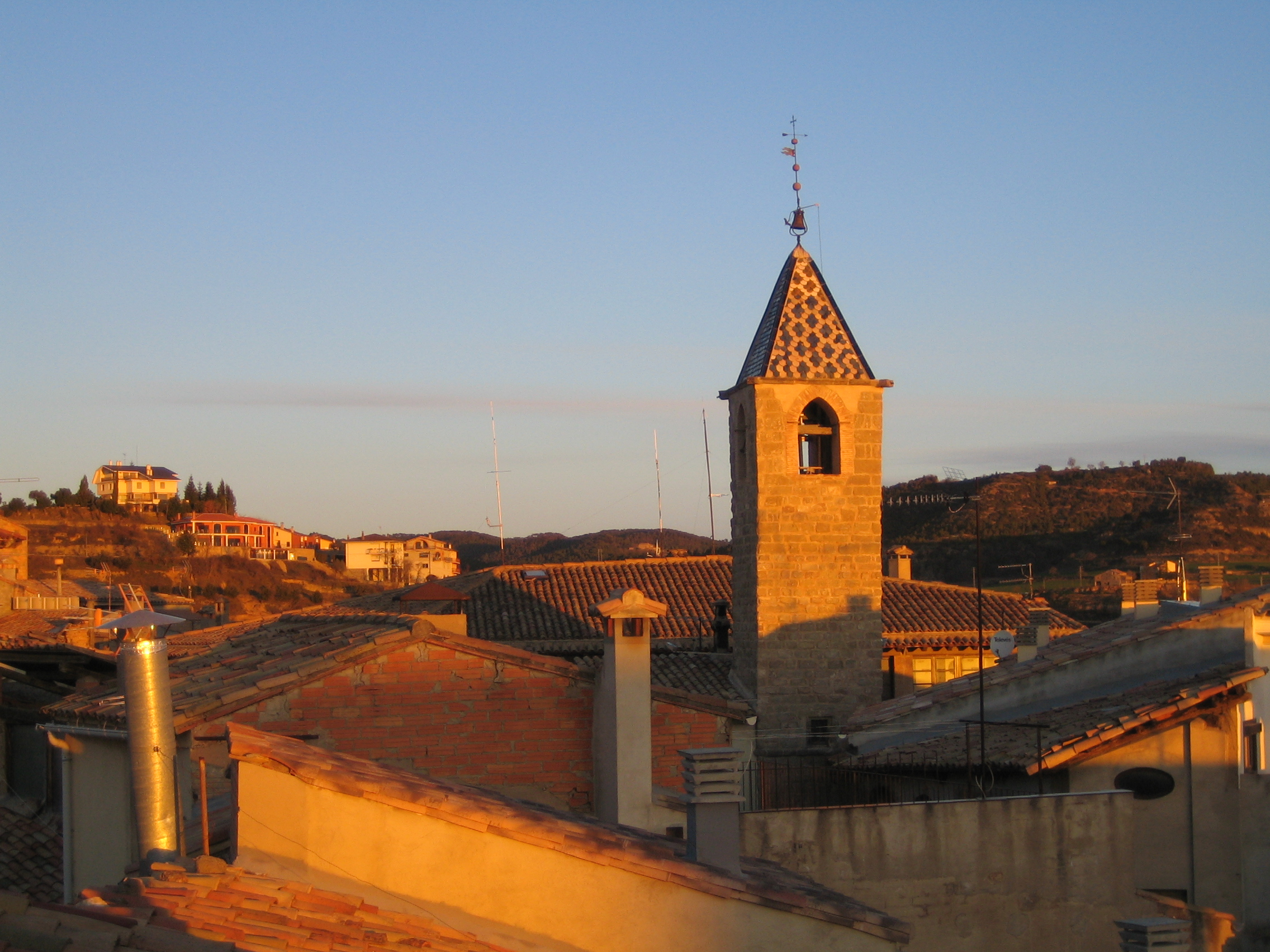
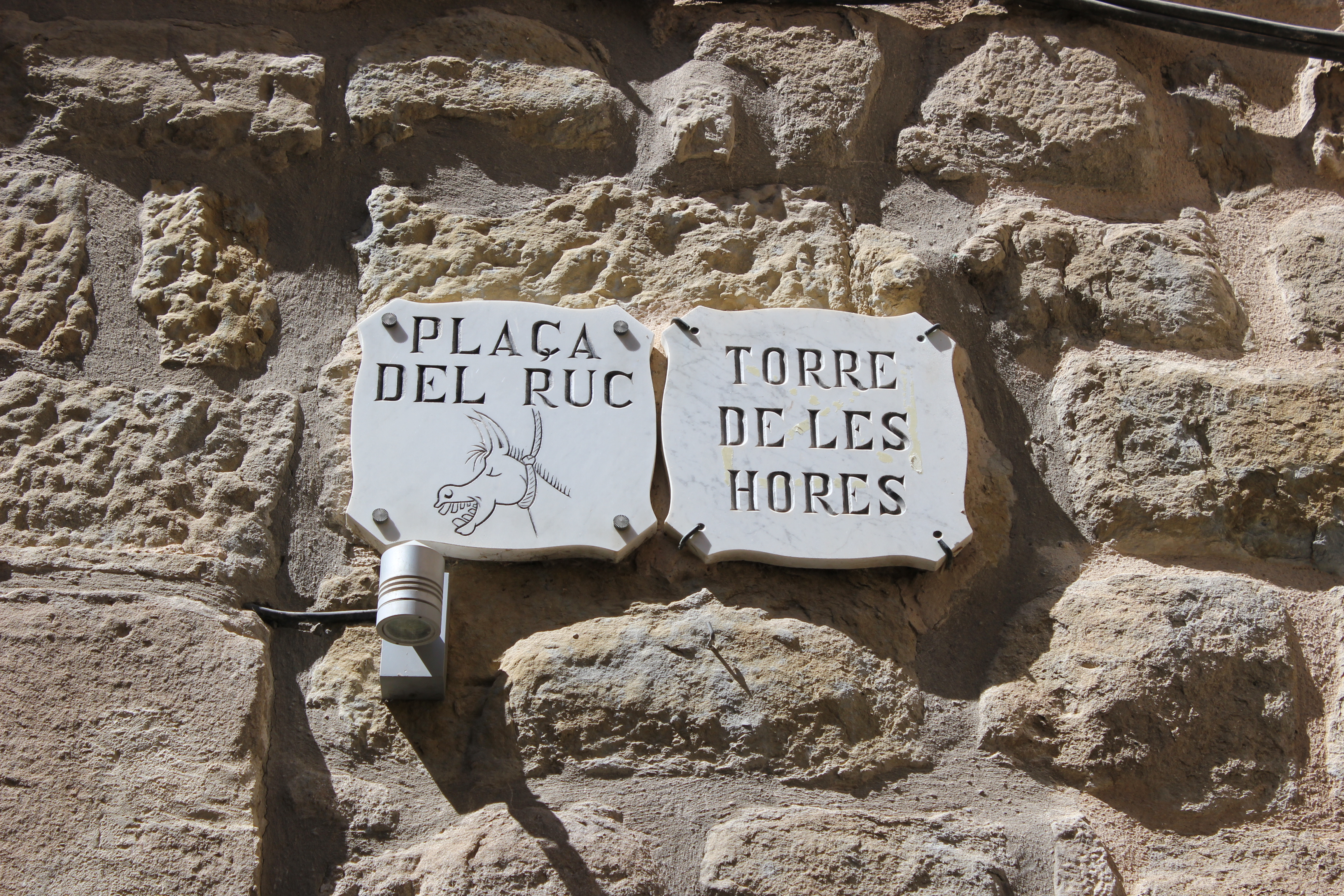
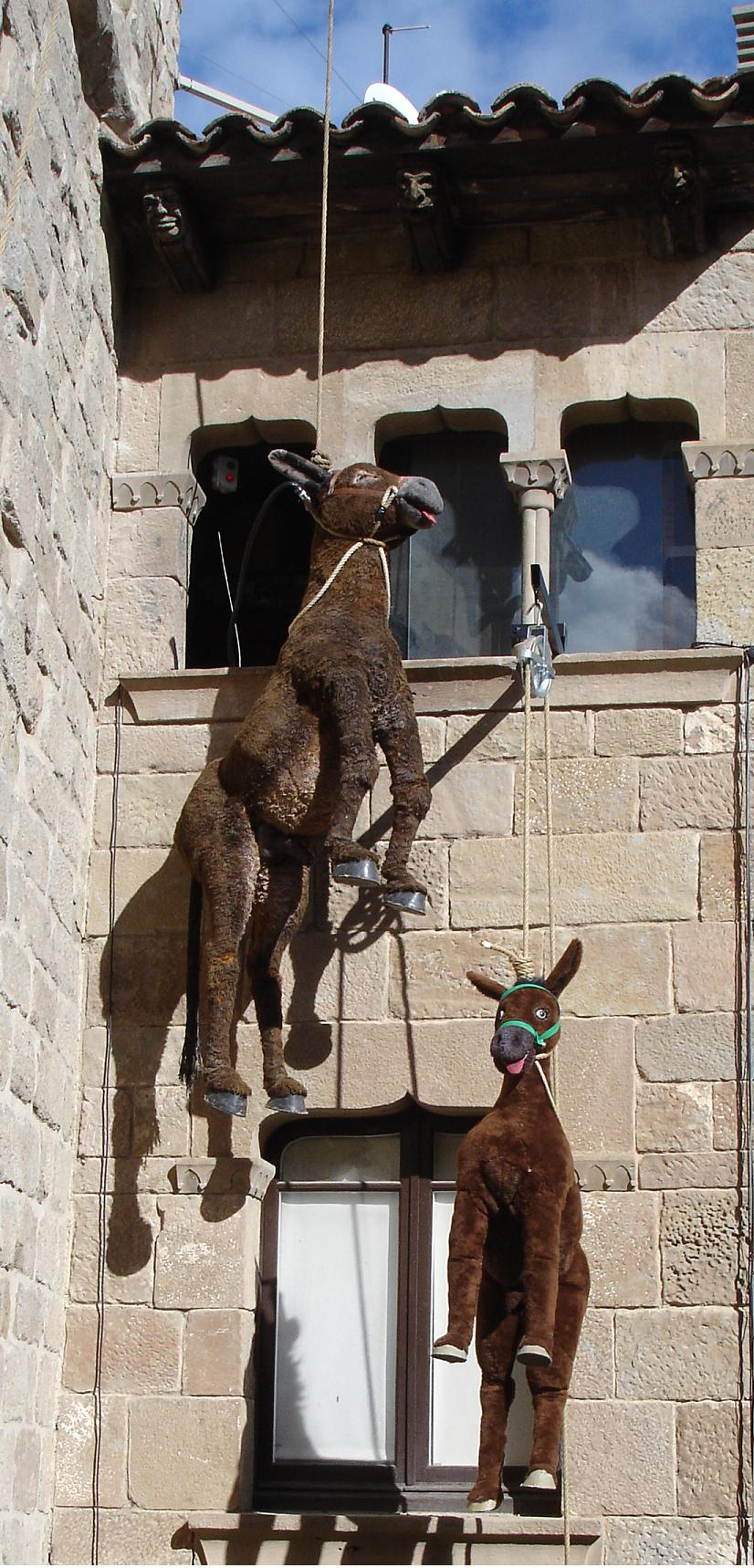
makety oslů při karnevalu